# Despirus
Despirus is een geslacht van hooiwagens uit de familie Gonyleptidae.
De wetenschappelijke naam Despirus is voor het eerst geldig gepubliceerd door Roewer in 1929. 

## Soorten
Despirus is monotypisch en omvat slechts de volgende soort:
- Despirus parvulus